# Giustizia politica (saggio filosofico)
L'Inchiesta sulla giustizia politica e sulla sua influenza sulla morale e sui costumi moderni (Enquiry Concerning Political Justice and its Influence on Modern Morals and Manners), comunemente nota come Giustizia politica, è un saggio del 1793, che delinea la filosofia politica del filosofo del Settecento William Godwin.

## Contenuto
Godwin cominciò a pensare alla Giustizia politica nel 1791, dopo la pubblicazione de I diritti dell'uomo (Rights of Man) di Thomas Paine in risposta alle Riflessioni sulla Rivoluzione in Francia (Reflections on the Revolution in France) di Edmund Burke (1790). Tuttavia, a differenza della maggior parte delle opere che spuntarono sull'onda del lavoro di Burke durante la cosiddetta controversia rivoluzionaria, quella di Godwin non si rivolgeva agli eventi specifici del tempo, ma affrontava i principi filosofici sottostanti. La sua lunghezza e il suo prezzo (costava oltre 1 sterlina) la resero inaccessibile al pubblico popolare de I diritti dell'uomo e probabilmente protessero Godwin dalla persecuzione che altri scrittori come Paine sperimentarono. Nondimeno, Godwin divenne una figura onorata tra i radicali e fu visto come una guida intellettuale tra i loro gruppi. Uno dei modi in cui ciò avvenne fu attraverso le molte copie non autorizzate del testo, gli estratti stampati dai giornali radicali e le conferenze tenute da John Thelwall sulla base delle sue idee.
Giustizia politica fu venerata anche dalla prima generazione di poeti romantici, quali William Wordsworth e Samuel Taylor Coleridge, anche se in seguito essi si sarebbero discostati dal radicalismo. Tuttavia, come osserva lo studioso romantico Andrew McCann, "è nel radicalismo dell'opera di Percy Shelley che il pensiero di Godwin esercitò la sua più grande influenza sul movimento romantico, e ... l'opera di Shelley fu assolutamente essenziale per la rinascita del sentimento radicale dopo la fine delle guerre napoleoniche."
Pur essendo pubblicata durante la Rivoluzione francese, le Guerre rivoluzionarie francesi e gli eventi che condussero ai processi per tradimento del 1794 in Gran Bretagna, la Giustizia politica sostiene che l'umanità inevitabilmente progredirà, schierandosi a favore della perfettibilità e dell'illuminazione umana. McCann spiega che "la Giustizia politica è ... prima di tutto una critica delle istituzioni politiche. La sua visione della perfettibilità umana è anarchica in quanto vede il  governo e le relative pratiche sociali come il monopolio sulla proprietà, il matrimonio e la monarchia frenare il progresso dell'umanità." Godwin crede che il governo "si insinui nelle nostre inclinazioni personali e trasmetta impercettibilmente Il proprio spirito alle nostre transazioni private". Invece, Godwin propone una società in cui gli esseri umani usano la loro ragione per decidere la migliore linea di condotta. La stessa esistenza dei governi, anche di quelli fondati attraverso il consenso, dimostra che le persone non possono ancora regolare la loro condotta in base ai dettami della ragione.
Godwin sosteneva che il legame tra la politica e la moralità era stato reciso e voleva ripristinarlo. McCann spiega che, nella visione di Godwin, "come l'opinione pubblica si sviluppa in accordo con i dettami della ragione, così dovrebbero cambiare anche le istituzioni politiche finché, alla fine, non appassiranno del tutto, permettendo alla gente di organizzarsi in quella che sarebbe una democrazia diretta." Godwin credeva che il pubblico potesse essere razionale; scrisse: "L'opinione è il motore più potente che si possa portare dentro la sfera della società politica. La falsa opinione, la superstizione e il pregiudizio, sono stati finora i veri sostenitori dell'usurpazione e del dispotismo. L'inchiesta e il miglioramento della mente umana, stanno ora scuotendo al centro quei baluardi che hanno così a lungo tenuto l'umanità in schiavitù."
Godwin non era un rivoluzionario del tenore di John Thelwall e della London Corresponding Society. Anarchico filosofico, egli credeva che il cambiamento sarebbe giunto gradualmente e che non vi fosse alcun bisogno di una rivoluzione violenta. Egli sostiene che "il compito che, attualmente, dovrebbe occupare il primo posto nei pensieri dell'amico dell'uomo è l'inchiesta, la comunicazione, la discussione." Godwin credeva così nel desiderio degli individui di ragionare in modo sincero e veritiero l'uno con l'altro. Nel XX secolo, Jürgen Habermas sviluppò ulteriormente questa idea.
Tuttavia, paradossi e contraddizioni affiorano in tutta la Giustizia politica. Come osserva McCann, "una fede nella capacità dell'opinione pubblica di progredire verso l'illuminazione, basandosi sul proprio esercizio della ragione, è costantemente annullata dalle forme effettive dell'azione pubblica e della vita politica, che per Godwin finiscono pericolosamente per includere l'individuo nel collettivo." Ad esempio, Godwin critica i discorsi pubblici perché fanno leva sul sentimento anziché sulla ragione e la stampa perché può illuminare ma anche perpetuare il dogma.

## Edizioni

### Traduzione italiana
- La giustizia politica, Sambuceto, Trimestre, 1990; tradotto e curato da Mauro Cotone.